# Kelviå

Kelviå (finska: Kälviä)  var en kommun i landskapet Mellersta Österbotten i Västra Finlands län. Kelviå sammanslogs med Karleby, Lochteå och Ullava till Karleby stad den 1 januari 2009. När Kelviå kommun upphörde 1 januari 2009 hade den 4 593 invånare och en yta på 682,36 km².
1 januari 1983 blev Kelviå kommunens officiella namn på svenska. Innan hade benämningen Kälviä använts officiellt på båda språken.
I Kelviå finns öarna Birkskär, Renö och Renögrundet. Här finns också udden Långör. Kelviås natur präglas av landhöjningen.
Kelviå kommun var enspråkigt finsk. 31 december 2000 var 68 personer eller 1,5 % av kommunens invånare svenskspråkiga.

## Politik

### Mandatfördelning i Kelviå kommun, valen 1976–2004
| 2 | 1 | 14 | 1 | 3 |

| 2 | 3 | 16 | 2 | 4 |

| 2 | 3 | 16 | 3 | 3 |

| 2 | 3 | 16 | 3 | 3 |

| 3 |  | 17 | 3 | 3 |

| 3 | 18 | 3 | 3 |

| 3 | 16 | 4 | 4 |

| 3 |  | 15 | 3 | 5 |

| 20 | 7 |

## Befolkningsutveckling
| Befolkningsutvecklingen i Kelviå kommun 1880–2005                             | Befolkningsutvecklingen i Kelviå kommun 1880–2005 | Befolkningsutvecklingen i Kelviå kommun 1880–2005 | Befolkningsutvecklingen i Kelviå kommun 1880–2005 | Befolkningsutvecklingen i Kelviå kommun 1880–2005 |
| ----------------------------------------------------------------------------- | ------------------------------------------------- | ------------------------------------------------- | ------------------------------------------------- | ------------------------------------------------- |
|                                                                               |                                                   |                                                   |                                                   |                                                   |
| År                                                                            |                                                   |                                                   | Folkmängd                                         |                                                   |
| 1880                                                                          | 1880                                              |                                                   | 2 965                                             |                                                   |
| 1890                                                                          | 1890                                              |                                                   | 3 574                                             |                                                   |
| 1900                                                                          | 1900                                              |                                                   | 3 636                                             |                                                   |
| 1910                                                                          | 1910                                              |                                                   | 3 379                                             |                                                   |
| 1920                                                                          | 1920                                              |                                                   | 3 545                                             |                                                   |
| 1930                                                                          | 1930                                              |                                                   | 3 567                                             |                                                   |
| 1940                                                                          | 1940                                              |                                                   | 3 507                                             |                                                   |
| 1950                                                                          | 1950                                              |                                                   | 4 156                                             |                                                   |
| 1960                                                                          | 1960                                              |                                                   | 4 116                                             |                                                   |
| 1970                                                                          | 1970                                              |                                                   | 3 833                                             |                                                   |
| 1975                                                                          | 1975                                              |                                                   | 3 857                                             |                                                   |
| 1980                                                                          | 1980                                              |                                                   | 4 037                                             |                                                   |
| 1985                                                                          | 1985                                              |                                                   | 4 308                                             |                                                   |
| 1990                                                                          | 1990                                              |                                                   | 4 504                                             |                                                   |
| 1995                                                                          | 1995                                              |                                                   | 4 651                                             |                                                   |
| 2000                                                                          | 2000                                              |                                                   | 4 598                                             |                                                   |
| 2005                                                                          | 2005                                              |                                                   | 4 483                                             |                                                   |
| Anm: Befolkningen 31 december enligt områdesindelningen 1 januari året efter. |                                                   |                                                   |                                                   |                                                   |

## Personer från Kelviå
Lucina Hagman (1853-1946), pedagog, skriftställare och kvinnosakskvinna.